# ГЕС Хуана
ГЕС Хуана́ — гідроелектростанція у провінції Нгеан у північній частині В'єтнаму. Знаходячись перед ГЕС Киадат, становить верхній ступінь каскаду на річці Тю, правій притоці Ма, яка впадає у Південнокитайське море у місті Тханьхоа.
У межах проєкту річку перекрили греблею з ущільненого котком бетону висотою 92 метри,  довжиною 370 метрів та товщиною по гребеню 8 метрів. Крім того, існує допоміжна земляна дамба висотою 35 метрів, довжиною 202 метри та тією ж товщиною по гребеню. Разом вони утримують водосховище з площею поверхні 20,6 км2 та об'ємом 533 млн м3 (корисний об'єм 471 млн м3), в якому припустиме коливання рівня в операційному режимі між позначками 200 та 240 метрів НРМ.
Від сховища ресурс подається через прокладений у лівобережному масиві дериваційний тунель довжиною 3,8 км з діаметром 7,3 метра. Далі трасу продовжують напірна шахта висотою 59 метрів та напірний тунель довжиною 0,35 км з однаковим діаметром у 6,4 метра. В системі також працює запобіжний балансувальний резервуар баштового типу висотою 85 метрів з діаметром 20 метрів.
Наземний машинний зал обладнали двома турбінами типу Френсіс потужністю по 90 МВт, які при напорі від 72 до 120 метрів (номінальний напір 104 метри) повинні забезпечувати виробництво 717 млн кВт·год електроенергії на рік.
Видача продукції відбувається по ЛЕП, розрахованій на роботу під напругою 220 кВ.
Окрім виробництва електроенергії, комплекс виконує протиповеневу функцію.